# آنا ماریا (ویرجینیای غربی)
آنا ماریا (به انگلیسی: Annamoriah) یک منطقهٔ مسکونی در ایالات متحده آمریکا است که در شهرستان کلهون، ویرجینیای غربی واقع شده است.